# Mycetophila pectinata
Mycetophila pectinata är en tvåvingeart som beskrevs av Freeman 1951. Mycetophila pectinata ingår i släktet Mycetophila och familjen svampmyggor. Inga underarter finns listade i Catalogue of Life.